# Biramar

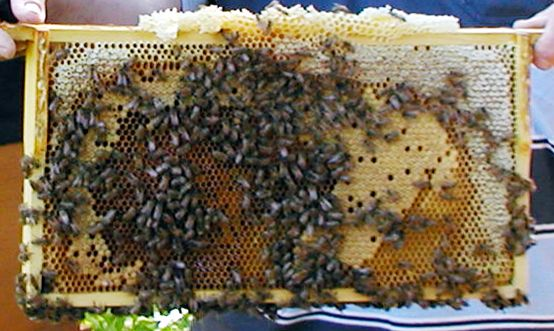
Typisk träram med tillhörande vaxceller samt del av bisamhället.

Biramar används av biodlare som insatselement i bikupor för att underlätta för bina att bygga ut vaxkakor, sätta yngel och samla honung. Biramarna kan lätt tas upp en i taget för att inspektera yngelutveckling samt för att skörda honung. 
Användandet av biramar och utvecklandet av dessa inleddes under 1800-talet och de första uppgifterna om utnyttjande av förberedda biramar härstammar från 1814 då Petro Prokopovytj i Ukraina började använda egentillverkade ramar i bikuporna.
Oftast förbereds biramarna med en vaxmellanvägg från vilken bina snabbare kan bygga ut cellerna för yngel och för honungslagring. Vaxmellanväggar består av bivax. Man kan själv tillverka vaxmellanväggar, bl.a. med hjälp av en gjutform av silikon i vilken man häller det uppvärmda bivaxet, men man kan också köpa färdigpräglade vaxmellanväggar i olika ramformat. Vaxmellanväggen fästs normalt mot en metalltråd, som spänns mellan över- och underdelen av ramarna. Med hjälp av elektricitet (t.ex. från en batteriladdare) kan metalltråden hettas upp så mycket att vaxet smälter något runt tråden. Då elektriciteten bryts och tråden svalnar stelnar vaxet runt metalltråden och vaxmellanväggen sitter därefter fast i ramen.

## Användning av biramar

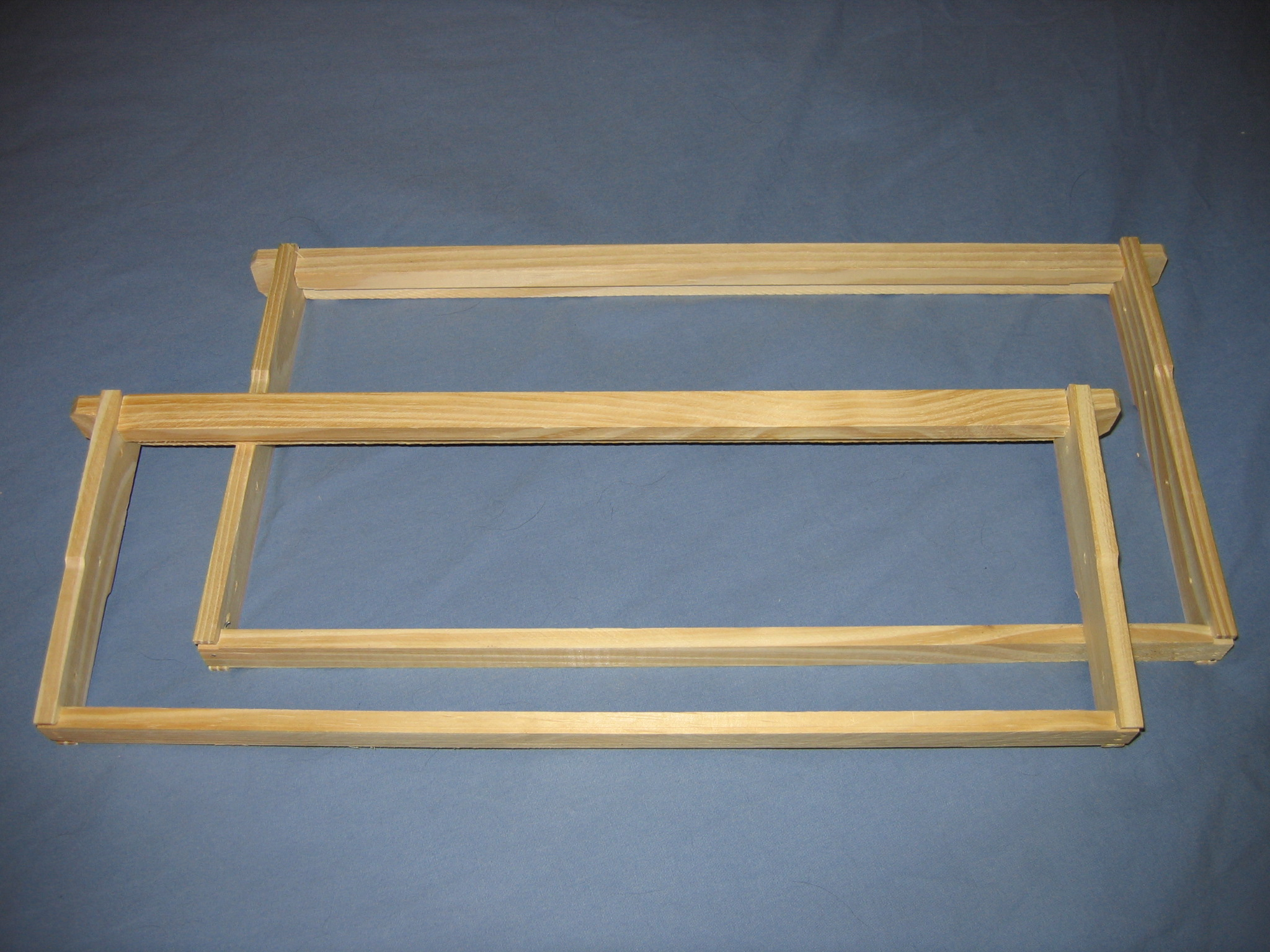
Ramar av langstrothformat utan vaxmellanväggar

Inom biodlingen i Sverige används i huvudsak kvadratiska eller rektangulärt formade ytterhöljen till binas bostäder, de så kallade kuporna. Det mest naturliga för bina vore att få bygga sina bon i ihåliga trädstammar precis som de gjort i tusentals år. För hobby- och kommersiell biodling är dock de fyrkantiga kuporna med ramarna praktiska eftersom de tillåter odlaren att skörda honungen och göra andra ingrepp i kupan utan att behöva störa sina bin för mycket. 

## Ramar och lådor
Inuti den odlade bikupan finns i regel ett antal lådor som saknar botten och lock. Inuti lådorna hänger ramar (inte helt olika vanliga tavelramar) som i motsats till vanliga tavelramar innehåller vax istället för tavelduk. Vaxet hörs ibland kallas för "vaxtavla" av just den anledning, även om termer som "vaxmellanvägg", "vaxkaka" eller "vaxark" är vanligare. 

## Biodlarföreningar
I hobbyodlarens närhet finns med största sannolikhet en biodlarförening. Det är vanligt att medlemmarna hjälps åt med gemensamma sysslor, till exempel kan kurser, föreläsningar, drottningodling eller honungsslungning bedrivas i föreningens regi, ofta ideellt. Föreningens medlemmar kan också byta kupmateriel med varandra, även om detta inte rekommenderas då sjukdomar kan spridas mellan samhällena. 
För att enklast kunna få hjälp av sina föreningskamrater rekommenderas ofta att ens bikupeutrustning håller samma mått som de andra i föreningen. Ett vanligt rammått är Lågnormal (LN), se nedan. 
Länsstyrelsen i respektive län kan begränsa handeln och byte mellan biodlarna när det gäller redskap och bin i syfte att begränsa spridningen av birelaterade sjukdomar. 

## Rammått

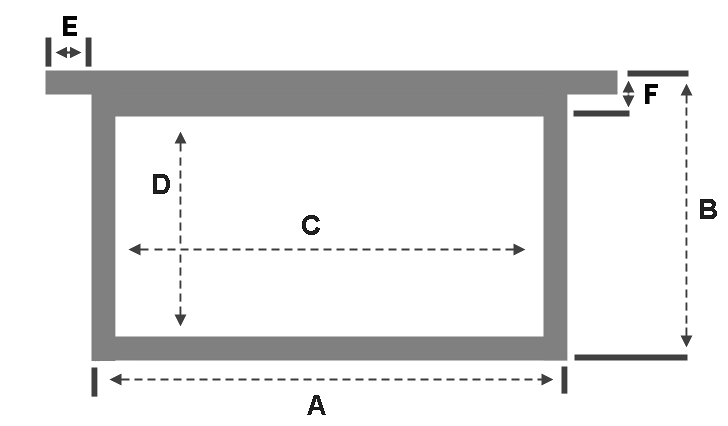
Ramar

Ett rammått är ett standardiserat mått på hur bred och lång en vaxram i en bikupa skall vara. De olika standarderna har olika benämningar och en biodlare kan välja vilken kupstorlek (som i sin tur definierar ramstorlek) som denne vill använda sig av.
Rammått (utvändiga mått angivna i mm, invändiga arean i cm2, honungsmängd i gram (cirka) per fylld ram (omfattande två sidor). (Ramvirket håller generellt en bredd på 25 mm och en tjocklek på 10 mm)
| Ramtyp                                 | Bredd | Höjd | Överlist | Ramlist över | Ramlist under | Ramlist sida | Invändig area | Honung per ram (ca) |
| -------------------------------------- | ----- | ---- | -------- | ------------ | ------------- | ------------ | ------------- | ------------------- |
| Lågnormal                              | 366   | 222  | 396      | 25x10        | 25x10         | 25x10        | 699           | 2.330               |
| Svea                                   | 300   | 300  | 330      | 25x10        | 25x10         | 25x10        | 784           | 2.610               |
| Halv Svea                              | 300   | 146  | 330      | 25x10        | 25x10         | 25x10        | 353           | 1.180               |
| LS (lågnormal svea)                    | 366   | 300  | 396      | 25x10        | 25x10         | 25x10        | 969           | 3.230               |
| Halv LS                                | 366   | 146  | 396      | 25x10        | 25x10         | 25x10        | 436           | 1.450               |
| Norsk                                  | 365   | 260  | 398      | 25x10        | 25x10         | 25x10        | 828           | 2.760               |
| Halv Norsk                             | 365   | 160  | 398      | 25x10        | 25x10         | 25x10        | 483           | 1.610               |
| Wieslander                             | 366   | 278  | 396      | 25x10        | 25x10         | 25x10        | 893           | 2.980               |
| Dadant                                 | 448   | 286  | 480      | 25x15        | 25x15         | 25x10        | 1096          | 3.650               |
| Langstroth deep 1/1                    | 448   | 232  | 480      | 25x10        | 25x10         | 25x10        | 907           | 3.030               |
| Langstroth medium 2/3 (Farrar)         | 448   | 159  | 480      | 25x13        | 25x10         | 25x10        | 582           | 1.700               |
| Langstroth shallow 1/2 (låglangstroth) | 448   | 137  | 480      | 25x13        | 25x10         | 25x10        | 488           | 1.630               |

Bland svenska biodlare förs ofta debatter kring vilket rammått som skall vara det lokalt "bästa", det vill säga vilket som ger flest fördelaktiga egenskaper i förhållande till de negativa. Enligt obekräftad statistik är det för svenska hobbybiodlare vanligaste ramformatet lågnormal, medan den vanligaste ramtypen för bisamhällen i Sverige torde vara 3/4 Langstroth, eftersom dessa ramar är populära hos kommersiella biodlare. Självklart måste ramen vara av korrekt storlek beroende på kupan, det vill säga ramstorlekar kan inte väljas fritt för en viss kupa. Vidare är det nästan ogörligt för en biodlare att arbeta med flera olika kupstorlekar, då utbytbarhet är viktig, varför de flesta biodlarna, speciellt hobbybiodlarna, utnyttjar en och samma ramstorlek i alla sina kupor.
För att skapa erforderligt avstånd mellan ram och innervägg på kupan fästs avståndsstift på utsidan av ramens vertikala sidor. Dessa avståndsstift ger 6 mm distans från väggen där bina kan röra sig. På samma vis måste man skapa en spalt mellan ramarna, vilket åstadkommes med hjälp av avståndsstift eller avståndshylsor, som ger 10 mm avstånd mellan ramarna. Dessa spaltavstånd fastlades redan på 1800-talet av Lorenzo Langstroth i samband med hans utvecklingsarbeten runt löstagbara ramar och lådor.
Normalt är kuplådorna dimensionerade för 10 ramar i vardera låda.